# Budziwoj
Budziwoj, Budźwoj – staropolskie imię męskie, złożone z członów Budzi-, Budź- ("budzić") i -woj ("wojownik"). Oznacza "tego, który budzi wojowników, wzywa do walki".

## Historia
Imię Budziwoj wymienione jest w wielu średniowiecznych źródłach. W okresie tym było popularnym imieniem w Polsce. Wymienia je jedna z rot sądowych zapisana podczas procesu sądowego w Kościanie odbywającego się w roku 1398: „Jako to świadczymy, jako kiedy Budziwoj przyszedł żędać prawa na złodzieja(...)”.
Budziwoj imieniny obchodzi: 23 maja i 26 września.